# (434326) 2004 JG6
(434326) 2004 JG6 és un asteroide Atira, és a dir, la seva òrbita està totalment continguda a l'interior de l'òrbita de la Terra. Va ser el segon cos d'aquesta classe a ser descobert després de (163693) Atira. Va ser descobert l'11 de maig de 2004 per Brian A. Skiff, dins del projecte LONEOS dut a terme en l'Observatori Lowell, en Flagstaff, Arizona, als Estats Units d'Amèrica.
És l'asteroide de menor període orbital conegut, menor fins i tot que el de Venus, la qual cosa el fa ser el segon objecte del sistema solar més proper al Sol darrere de Mercuri. No obstant això, la seva òrbita és tan excèntrica que talla tant a l'òrbita de Venus com a la de Mercuri i arriba a apropar-se al Sol (periheli) a menys de 30 milions de quilòmetres (0,298 ua).